# Ville-Saint-Jacques
Ville-Saint-Jacques is een gemeente in het Franse departement Seine-et-Marne (regio Île-de-France) en telt 673 inwoners (1999). De plaats maakt deel uit van het arrondissement Fontainebleau.

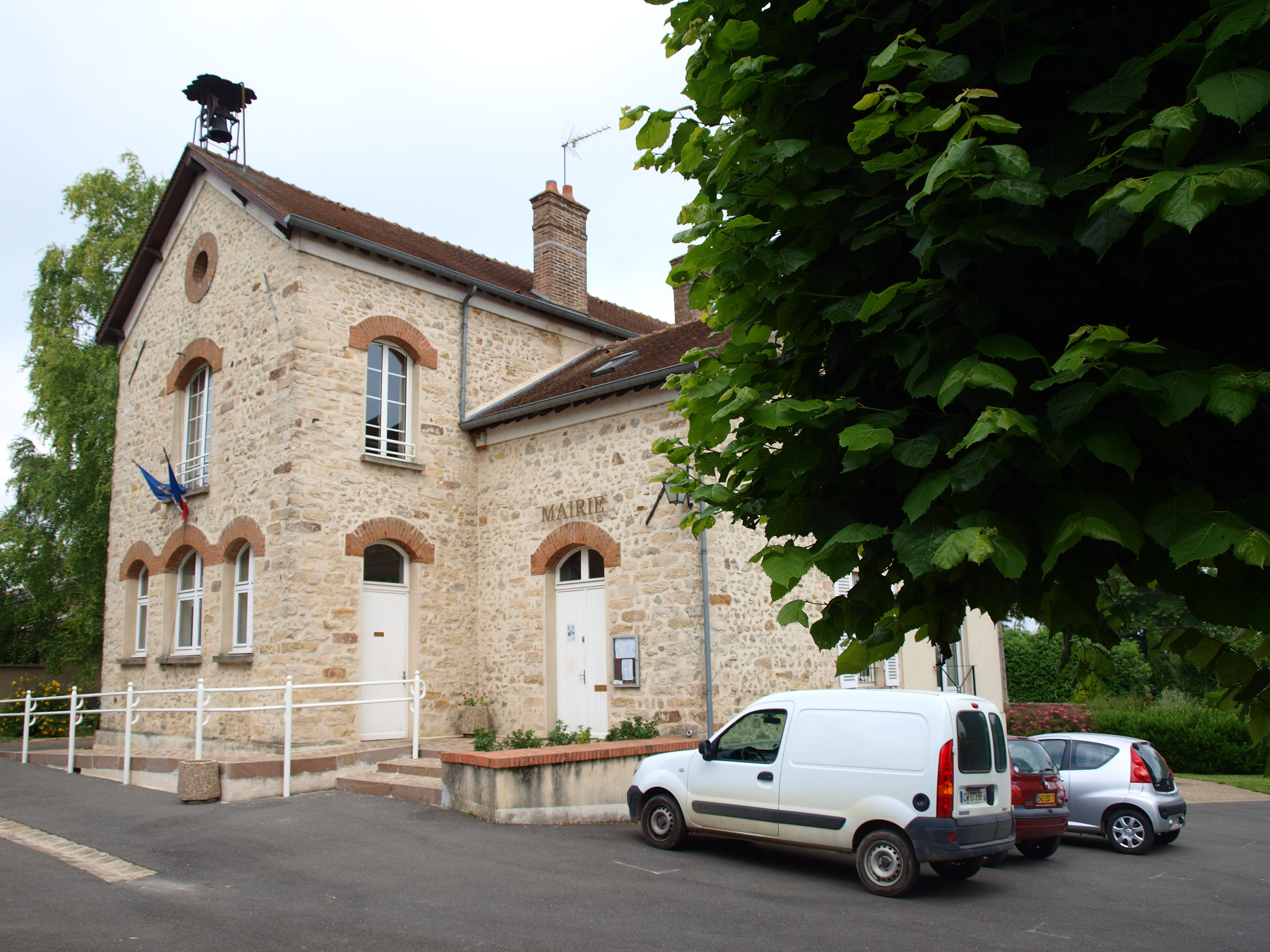
Gemeentehuis
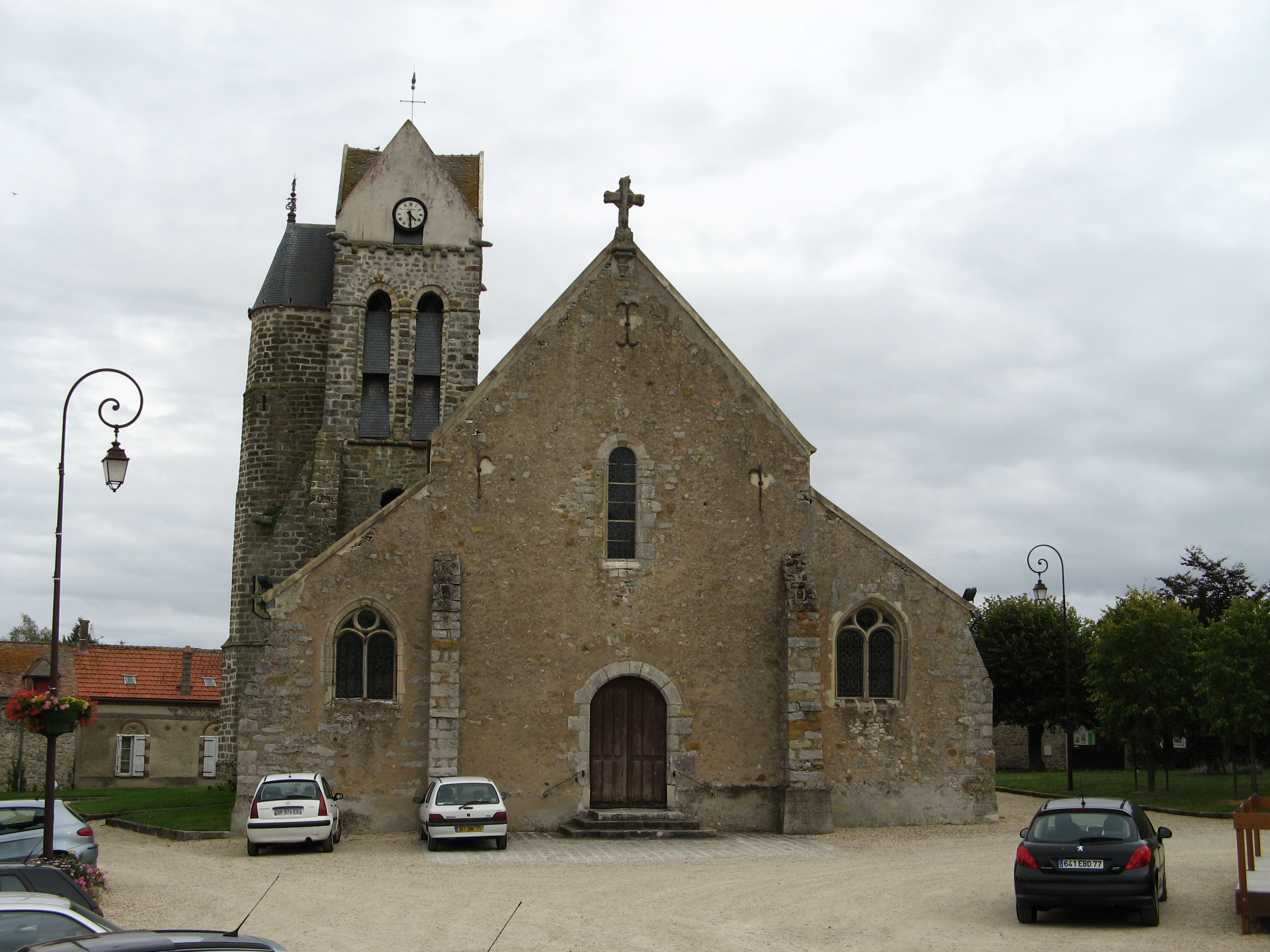
Kerk in Ville-Saint-Jacques

## Geografie
De oppervlakte van Ville-Saint-Jacques bedraagt 10,7 km², de bevolkingsdichtheid is 62,9 inwoners per km².
De onderstaande kaart toont de ligging van Ville-Saint-Jacques met de belangrijkste infrastructuur en aangrenzende gemeenten.

## Demografie
Onderstaande figuur toont het verloop van het inwonertal (bron: INSEE-tellingen).